# Gustaw Herling-Grudziński
Gustaw Herling-Grudziński, né le 20 mai 1919 à Kielce et mort le 4 juillet 2000 à Naples, est un essayiste, journaliste, critique littéraire polonais, considéré comme l'un des plus grands écrivains polonais de la seconde moitié du XXe siècle. Il est le plus connu pour ses mémoires de l'internement dans un Goulag, Un monde à part. Publié à Londres en 1951, avec une préface de Bertrand Russell, ce récit fut le premier témoignage jamais paru sur l'univers concentrationnaire soviétique. Il a été interné notamment au camp de travail pénitentiaire de Kargopollag et du camp associé de Yertsevo. Anne Applebaum a repris une partie de ses récits dans son ouvrage Goulag, une histoire .

## Biographie
Né en 1919, Herling-Grudziński passe son enfance et sa jeunesse dans la propriété de ses parents à Suchedniów, puis à Kielce, où il passe son baccalauréat au Lycée Mikołaj Rey. En 1937, il entame des études de lettres polonaises à l'université de Varsovie, interrompues par la Seconde Guerre mondiale. 

### Combat et déportation
En octobre 1939 après la défaite de l'armée polonaise, Herling-Grudziński participe à la fondation d'un groupe de résistance Polska Ludowa Akcja Niepodległościowa (PLAN), l'un des premiers de Varsovie occupée par les Allemands. En novembre de la même année, il est envoyé par la résistance en Occident. Pour la rejoindre, il doit passer par les territoires occupés par les Soviétiques, et il est arrêté par le NKVD, la police politique soviétique, en mars 1940. Accusé d'espionnage, il est condamné à cinq ans de travaux forcés. Il décrira sa vie dans le camp de Yertsevo (section du Kargopollag après la scission de ce dernier) près d'Arkhangelsk, dans le premier et l'un des plus importants témoignages de la littérature des camps du Goulag, Inny świat (Un monde à part) publié en 1951..
Après la signature des accords Sikorski-Maïski en 1941, il est libéré du camp et peut rejoindre l'Armée Polonaise en formation sur le territoire soviétique. Avec cette armée nommée Deuxième Corps Polonais, il passe en 1942 en Iran, puis en Palestine. En 1943, il y rencontre Jerzy Giedroyc et Józef Czapski et devient leur ami. Comme soldat du Deuxième Corps Polonais du général Anders, Herling-Grudziński fait la campagne d'Italie, participe à la Bataille de Monte Cassino. Pour ses faits d'armes, il est décoré de l'ordre Virtuti Militari - la plus haute distinction militaire polonaise.

### Écrivain en exil
Après la guerre, ne pouvant plus retourner en Pologne, Herling-Grudziński reste à Rome où il dirige les pages littéraires de l'hebdomadaire Orzeł Biały (Aigle blanc). Il écrit également pour Kurier Polski (Courrier Polonais), W drodze (En chemin) ou encore Dziennik Polski APW (Journal Polonais de l’Armée polonaise). 
En 1945, il publie un recueil de ses textes intitulé Żywi i umarli (Les Vivants et les morts), préfacé par Józef Czapski.
Entre 1946 et 1947, Herling-Grudziński est directeur littéraire de la maison d'édition Le Lettere. Il est également cofondateur de la revue Kultura et corédacteur de son premier numéro publié à Rome en juin 1947. Il y publie des essais, des nouvelles, des articles sur la littérature occidentale et la littérature du bloc de l’est, des commentaires politiques, des critiques littéraires, et des traductions.
Entre 1948 et 1952, Herling-Grudziński vit à Londres avec sa femme la peintre Krystyna Domańska. Après la mort tragique de cette dernière, il part à Munich pour y travailler à Radio Free Europe où il prend la direction du service culturel. En 1952, il voyage en Birmanie, en Inde et visite à Calcutta le temple de la déesse Kali. 
En 1955, il revient en Italie et s’installe à Naples où il se marie avec Lidia Croce, la fille du philosophe Benedetto Croce. Il publie alors dans l’hebdomadaire polonais de Londres Wiadomości (Les Nouvelles), et dans les journaux et revues italiens comme Tempo Presente, Il Corriere della Sera, Il Giornale ou l’Espresso. 
En 1966, l'écrivain devient le correspondant permanent de Kultura en Italie. C'est sur les pages de cette revue qu'à partir de juin 1971 jusqu'à 1996 Herling-Grudziński publie son journal Dziennik pisany nocą (Journal écrit la nuit ). En 1996, à la suite du désaccord avec Jerzy Giedroyc, Herling-Grudziński rompt définitivement avec Kultura et c'est le journal de Varsovie Rzeczpospolita (La République) qui prend la suite jusqu’à la mort de l’écrivain en l’an 2000.  
Il reçoit le titre de docteur honoris causa de l'université Jagellonne de Cracovie en 2000.
Il meurt à Naples le 4 juillet 2000.

## Grand témoin de son époque
L'œuvre de Herling-Grudziński est indissociable non seulement de sa biographie, mais aussi de l’histoire du XXe siècle. Bien que ses livres soient interdits en Pologne communiste jusqu’en 1988, ils sont publiés par des éditions clandestines et traduits en anglais, français, allemand, italien, russe et dans bien d’autres langues.
Un monde à part, publié à Londres en 1951 et salué dans sa préface anglaise par Bertrand Russell, fut le premier témoignage jamais paru sur l'univers concentrationnaire soviétique. En France, il fallut attendre trente-quatre ans pour le découvrir. Le livre fut refusé chez Plon, malgré le soutien de Gabriel Marcel, puis chez Gallimard, malgré les tentatives d'Albert Camus. En 1985, Jorge Semprun le fait publier chez Denoël. Nota bene - ce livre a été traduit en français par William Desmond à partir de la traduction anglaise d’Andrzej Ciołkosz et non pas de l'original polonais.
Ce livre révélateur au plein sens du terme, saisissant tant par son contenu que par sa forme, est pourvu d’un sous-titre Carnets soviétiques, en allusion aux Carnets de la maison morte de Dostoïevski, auxquels Herling-Grudziński fait référence à plusieurs reprises afin de montrer le caractère figé et répétitif du cauchemar russe.
Journal écrit la nuit est un journal très particulier, puisque son auteur, un intellectuel polonais d'une culture immense et raffinée, parle peu de lui-même. Herling-Grudziński y livre ses réflexions sur l’art, la littérature, le mal, la politique, dialogue avec des maîtres anciens et des artistes contemporains et promène son lecteur dans une Italie intemporelle, de Venise à Capri, en passant par Sienne, Parme et surtout Naples où il a vécu une quarantaine d’années.

## Traductions françaises
- Gustaw  Herling (trad. Thérèse Douchy, préf. Krzysztof Pomian), Journal écrit la nuit, Paris, Gallimard, coll. « L'Arpenteur », 1989, 397 p. (ISBN 2-07-078009-0)
- Gustaw Herling (trad. du polonais par Thérèse Douchy), L'Île et autres récits, Paris, Gallimard, coll. « L'Arpenteur », 1992, 210 p. (ISBN 2-07-072856-0)
- Gustaw Herling (trad. du polonais par William Desmond), Un monde à part, Paris, Gallimard, coll. « Folio, réédition poche », 1995, 464 p. (ISBN 2-07-039381-X et 978-2-070-393-81-7)
- Gustaw Herling (trad. du polonais par Thérèse Douchy), Le Portrait vénitien et autres récits, Paris, Gallimard, coll. « L'Arpenteur », 1995, 270 p. (ISBN 2-07-074152-4)
- Gustaw Herling, Les Perles de Vermeer : Journal écrit la nuit 1986-1992, Seuil, coll. « Solo », 1999, 240 p. (ISBN 978-2-02-035762-3)
- Gustaw Herling (trad. Thérèse Douchy), Variations sur les ténèbres. Suivi d'un entretien sur le mal avec Édith de la Héronnière, Seuil, coll. « Solo », 1999, 176 p. (ISBN 978-2-02-034879-9)
- Gustaw Herling (trad. Thérèse Douchy), Nuits blanches d'amour, Seuil, coll. « Solo », 2001, 144 p. (ISBN 978-2-02-043049-4)
- Gustaw Herling (trad. du polonais par Thérèse Douchy), La Peste à Naples : Relation d'un état d'exception, Paris/impr. en Union européenne, Allia, 2022, 63 p. (ISBN 979-1030414554)

## Prix et distinctions
- 1958 Prix littéraire de Kultura
- 1964 Prix de la Fondation Jurzykowski à New York
- 1965 Prix Helena Nagler, attribué par l’Union des écrivains polonais en exil à Londres.
- 1966 Prix de la Fondation Kościelski à Genève
- 1980 Prix de l’hebdomadaire littéraire Wiadomości (Les Nouvelles) à Londres.
- 1985 Prix du PEN club français.
- 1990 Prix du PEN club polonais Jan Parandowski
- 1994 Premio Vareggio Internationale, en Italie
- 1996 Premio Vittorini

## Décoration
- Récipiendaire de l'ordre de l’Aigle blanc (1998)